# 1337 en santé et médecine
| Années de la santé et de la médecine : 1334 - 1335 - 1336 - 1337 - 1338 - 1339 - 1340    |
| Décennies de la santé et de la médecine : 1300 - 1310 - 1320 - 1330 - 1340 - 1350 - 1360 |

Cet article présente les faits marquants de l'année 1337 en santé et médecine.

## Événements
.

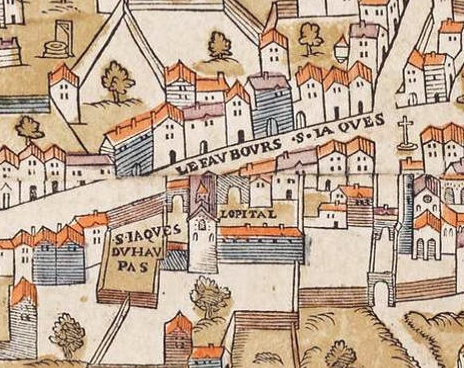
Hôpital
Saint-Jacques-
du-Haut-Pas 1550

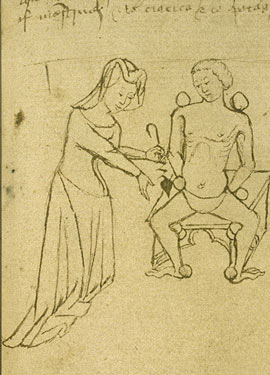
Miresse
pratiquant la saignée
Début du XVe

- 25 février : Béatrice de Bourbon, femme de Jean l'Aveugle et reine consort de Bohême, subit à Prague la première césarienne qui n'aurait pas entraîné la mort de la mère[1].
- 3 août : Adhémar de Monteil, évêque de Metz, approuve la fondation, prévue dès 1334 dans le testament de Jean de la Court, d'un hospice réservé aux « pauvres femmes en gésine » et connu par la suite sous le nom d'hôpital de la Chapelotte[2].
- Fondation de l'université d'Angers, spécialisée dans le droit, et où la faculté de médecine ne sera créée qu'en 1432, avec celles des arts et de théologie[3].
- Fondation probable de l'hôpital Saint-Barthélemy (Bartholomaei Spital) de Dresde, en Saxe[4].
- Fondation à Paris de l'hôpital Saint-Jacques-du-Haut-Pas[5].
- Fondation du Bethlem Royal Hospital de Londres, plus connu sous le nom de « Bedlam » Hospital, et qui recevra ses premiers malades mentaux en 1357[6],[7].
- Un hôtel-Dieu Saint-Jacques est mentionné à Béziers sous le nom d'hôpital des pauvres du Christ ; uni à d'autres établissements à la fin du XVe, il sera dès lors qualifié d'hôpital mage[8].
- Le concile d'Avignon confirme les décrets pris en 1326 par le  précédent concile d'Avignon et interdisant aux Chrétiens de recourir aux soins d'un  médecin juif[9], décrets qui reprenaient déjà ceux promulgués en 1229 à Toulouse et en 1246 à Béziers[10].
- Les lois édictées pour le gouvernement de la maison de Jacques III, roi de Majorque, et qui seront reprises en 1344 par Pierre III d'Aragon, prévoient de nombreuses dispositions pour parer au risque d'empoisonnement, tant en ce qui touche aux remèdes qu'à la nourriture ; l'apothicaire royal est tenu d'essayer les électuaires et les lotions capillaires, et même le vin d'ablution doit être goûté[11],[12].
- Le chapitre franciscain interdit aux frères de se faire saigner par des femmes[13].